# Edjell
Edjell (auch: Ejel Island, Ejiri-tō) ist eine unbewohnte Insel des Kwajalein-Atolls in der Ralik-Kette im ozeanischen Staat der Marshallinseln (RMI).

## Geographie
Das Motu liegt im nördlichen Riffsaum des Atolls zwischen Debuu (N) und Gagan (S).

## Klima
Das Klima ist tropisch heiß, wird jedoch von ständig wehenden Winden gemäßigt. Ebenso wie die anderen Orte der Kwajalein-Gruppe wird Edjell gelegentlich von Zyklonen heimgesucht.